# Bohren & der Club of Gore
I Bohren & der Club of Gore (qualche volta abbreviati B&DCOG) sono un gruppo musicale tedesco.

## Storia
La band venne fondata nel 1992 a Mülheim an der Ruhr, in Germania, da Thorsten Benning, Morten Gass, Robin Rodenberg e Reiner Henseleit. Il loro nome omaggia la formazione olandese dei Gore. Inizialmente, i membri del gruppo iniziarono a suonare in varie band hardcore come 7 Inch Boots e Chronical Diarrhea. Nel 1992 coniarono un crossover di jazz e ambient che definirono «un empio mix ambientale di ballate slow jazz, doom alla Black Sabbath, e sonorità lente degli Autopsy». Il chitarrista Henseleit lasciò la band nel 1996 e fu sostituito durante l'anno seguente dal sassofonista Christoph Clöser nel 1997. Dopo aver pubblicato i primi album con l'etichetta Epistrophy, i Bohren & der Club of Gore passarono alla Wonder, per la quale pubblicarono Sunset Mission (2000), Black Earth (2002) e Geisterfaust (2005). Il loro mini-album Beiled (2011), pubblicato invece per la PIAS, include una collaborazione con il cantante Mike Patton dei Faith No More. Il loro extended play Plateau del 2022 è una collaborazione con il britannico Lustmord.

## Stile musicale
Dopo i primissimi EP doom metal, il quartetto ha virato verso un dimesso e notturno stile ambient-jazz che minimizza i ritmi sfiorando la drone music e il dark ambient. A partire da Sunset Mission del 2000, il loro stile si è avvicinato con più forza al genere jazz. Molti paragonano lo stile del quartetto tedesco al cinema noir e a quello di David Lynch mentre, secondo Kory Grow, essi «combinano le sonorità eteree dei Goldfrapp di Felt Mountain con la melanconica filosofia downtempo del più raffinato doom metal».

## Discografia

### Album in studio
- 1994 – Gore Motel
- 1995 – Midnight Radio
- 2000 – Sunset Mission
- 2002 – Black Earth
- 2005 – Geisterfaust
- 2008 – Dolores
- 2011 – Beileid
- 2014 – Piano Nights
- 2016 – Bohren for Beginners
- 2020 - Patchouli Blue

### Extended play
- 1994 – Bohren & der Club of Gore
- 1994 – Schwarzer Sabbat für Dean Martin
- 2010 – Mitleid Lady
- 2022 – Plateau (con Lustmord)